# Vâlcea
Vâlcea je župa v rumunském Valašsku. Její hlavní město je Râmnicu Vâlcea. Na ploše o rozloze 5 765 km² tu v roce 2011 žilo 371 714 obyvatel.

## Charakter župy
Vâlcea hraničí s župou Argeș na východě, Gorj a Hunedoarou na západě, Sibiu a Alba na severu a s župami Dolj a Olt na jihu. Její území má protáhlý, severojižní tvar, s hlavním městem umístěným poblíž její východní hranice. Na severu je hornaté, zasahují sem Karpaty, směrem k jihu pozvolně přechází v rovinu. Největší řekou je do Dunaje tekoucí Olt, protéká také i hlavním městem. Její Karpaty procházejími údolí zde vytvořilo kaňon, s průsmykem Pasul Turnu Roșu; dnes je celá oblast navštěvována turisty. Mezi další turistické cíle patří např. Klášter Horezu, zapsaný na seznamu světového dědictví UNESCO. Většina obyvatel jsou Rumuni, jedinou, asi 2% menšinu tvoří Romové. Râmnicu Vâlcea je jediným větším hlavním městem, a uzlem silniční dopravy. Železniční trať je zde jenom jedna, prochází územím župy z města Sibiu až do města Slatina.